# Marcus von Toledo
Marcus von Toledo, auch Marcus Toletanus, Tolletanus oder Toledanus, war ein spanischer Arzt, Mitglied der Übersetzerschule von Toledo und Domherr der Kathedralschule von Toledo.
1191 wird er als Marcus diaconus urkundlich erwähnt. Er trat Ende des 12. Jahrhunderts der Übersetzerschule bei, um medizinische Schriften von Galenos zu finden und zu übersetzen. Er galt als fähiger Übersetzer aus dem Arabischen.
Was über ihn bekannt ist, stammt im Wesentlichen aus den Vorworten seiner Übersetzungen. Danach studierte er Medizin und ging nach Toledo, da seine Kommilitonen und Professoren wussten, dass er des Arabischen mächtig war und Galen in Arabisch gelesen hatte und man von ihm Übersetzungen ins Lateinische haben wollte. Wo er Medizin studiert hatte, ist nicht bekannt, Marie-Thérèse d’Alverny vermutet Montpellier, dessen Medizinschule in der zweiten Hälfte des 12. Jahrhunderts einen bedeutenden Aufschwung nimmt. Er ist mehrfach im Kopialbuch der Kathedrale von Toledo als Zeuge eingetragen, zuerst 1193, zuletzt 1214. Von 1194 bis 1197 und 1203 bis 1208 gibt es keine Belege über ihn. Wahrscheinlich war er in dieser Zeit nicht in Toledo,  vielleicht um zu studieren.
Er übersetzte zuerst eine Isagogik nach Galen von Hunain ibn Ishāq (Johannitius), den Liber introductorius in medicinam (unter Verwendung von Konstantin der Afrikaner).  Er fand aber noch weitere Werke in den Schränken der Araber (Armaria Arabum), so von Galen das Traktat über den Puls, das er als Liber de tactu pulsus übersetzte. und das Traktat über die schwer zu beobachtenden Bewegungen (De motibus dubiis).
1209/1210 fertigte er eine Übersetzung des Koran ins Lateinische an. Sie ist der ersten Übersetzung von Robert von Ketton und Mitarbeitern (um 1143) überlegen, unter anderem da Robert von Ketton sich erhebliche Freiheiten nahm.